# Marco Crimi
Marco Crimi (* 17. März 1990 in Messina, Italien) ist ein italienischer Fußballspieler.

## Karriere

### Im Verein
Crimi begann seine Profikarriere bei der ASD Virtus Igea, für die er von 2008 bis 2009 in 24 Spielen drei Treffer erzielen konnte. Danach wechselte er zum AS Bari in die Serie A. Dort kam er in zwei Spielzeiten jedoch nur auf drei Einsätze, sodass er sich 2011 der US Grosseto anschloss, die ihn nach einer Leihe fest verpflichtete. Im September 2013 wurde Crimi nach 80 Partie für Grosseto an die US Latina verliehen und im Anschluss erneut fest verpflichtet.
Im August 2015 wechselte Crimi zum Erstligisten FC Bologna. Da er für Bologna in der Hinrunde der Saison 2015/16 nur zu einem Einsatz kam, wurde er ab Januar an den Ligakonkurrenten FC Carpi verliehen. Trotz des Abstiegs nahm Carpi Crimi im Sommer 2016 unter Vertrag, verlieh ihn jedoch im Januar an die AC Cesena, obwohl er Stammspieler war. In Cesena spielte Crimi die Rückrunde der Saison 2016/17 und absolvierte auch zu Beginn der Spielzeit 2017/18 eine Partie für Cesena. Am 31. August 2017 wurde er allerdings an Virtus Entella verkauft.

### In der Nationalmannschaft
Von 2011 bis 2013 spielte Crimi für die U-21-Auswahl Italiens. Bei der U-21-Europameisterschaft 2013 konnte er mit den Azzurrini Vize-Europameister werden.

## Erfolge
- U-21-Vize-Europameister: 2013